# Porta Nuova (metropolitana di Torino)
Porta Nuova è una stazione della linea 1 della metropolitana di Torino. È una stazione sotterranea, posta in piazza Carlo Felice, direttamente collegata all'atrio dell'omonima stazione ferroviaria.

## Storia
La stazione venne attivata il 5 ottobre 2007, come capolinea del prolungamento proveniente da XVIII Dicembre.
Successivamente la linea venne prolungata verso il nuovo capolinea del Lingotto nel marzo 2011.

## Strutture e impianti
Presenta una superficie di 2400 m², che la rende la più grande tra le stazioni della metropolitana di Torino.
L'insieme della stazione, quella ferroviaria e quella della metropolitana, e le linee di tram e autobus che vi transitano costituiscono il più rilevante nodo del traffico urbano della città.

## Servizi
- Biglietteria automatica
- Accessibilità per portatori di handicap
- Ascensori
- Scale mobili
- Capolinea autobus urbani ed extraurbani.
- Stazione video sorvegliata

## Interscambi

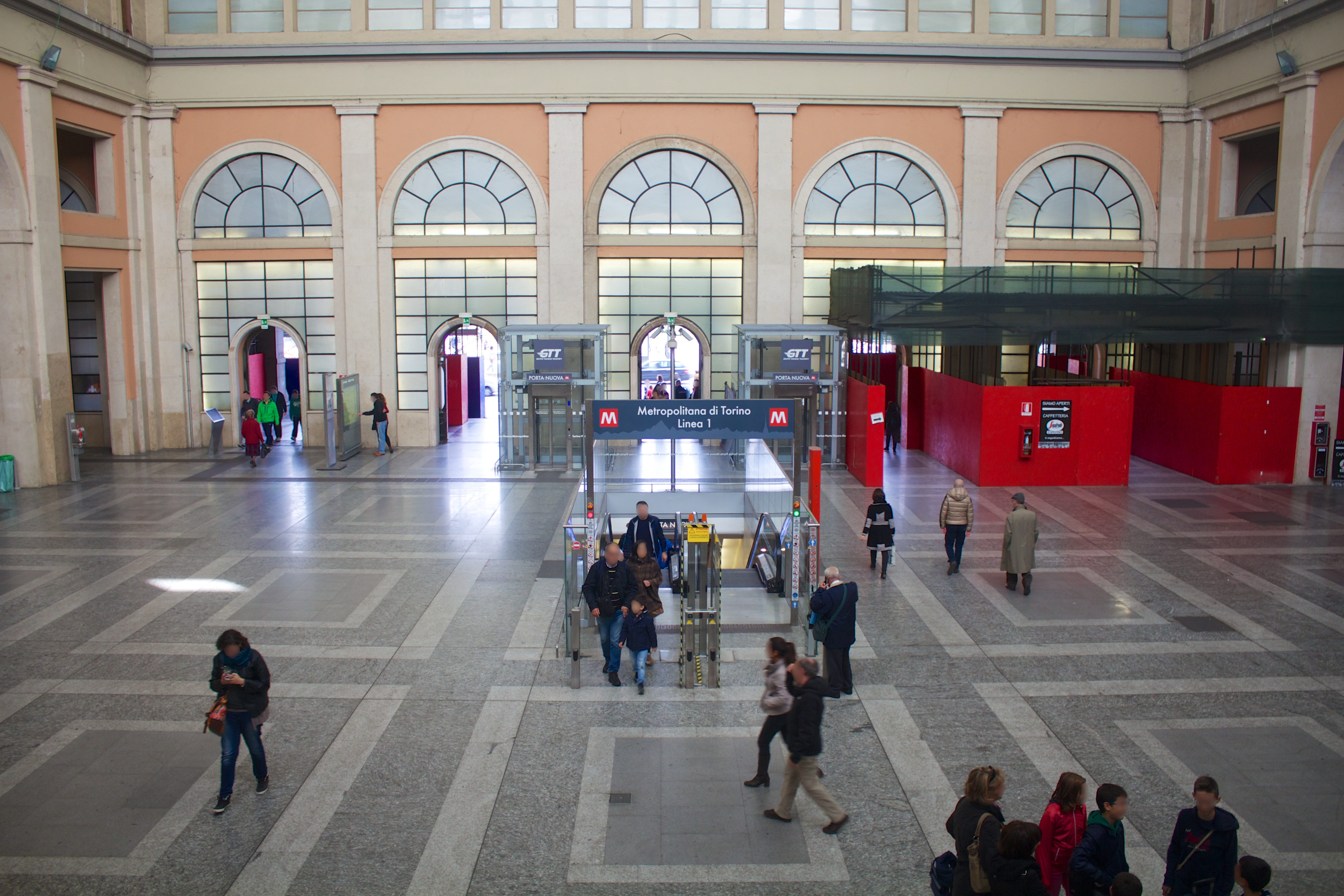
Accesso alla metropolitana dall'atrio della stazione ferroviaria

### Linee tranviarie
- linea 4 Direzione: Capolinea Falchera - Capolinea Strada del Drosso
- linea 7 storica Direzione: Piazza Castello (circolare)
- linea 9 Direzione: Capolinea P.za Stampalia - Capolinea To Expo

### Linee bus
- linea 6 Direzione: Capolinea Piazza Hermada - Capolinea Porta Nuova
- linea 11 Direzione: Capolinea C.so Stati Uniti - Capolinea via Leopardi (Venaria)
- linea 12 Direzione: Capolinea Via Allason (Poste) - Capolinea Porta Nuova
- linea 33 Direzione: Capolinea corso Papa Giovanni XXIII (Collegno) - Capolinea Porta Nuova (feriale), piazzale Adua (festivo)
- linea 35 (solo le corse prolungate del mattino prima dell'apertura della metro)
- linea 52 (feriale) Direzione: Capolinea piazzale Adua - Capolinea via Scialoja
- linea 58 (feriale) Direzione: Capolinea Bertola - Capolinea Via Allason (Poste)
- linea 58/ Direzione: Capolinea via Bertola - Capolinea via Grosso
- linea 61 Direzione: Capolinea Mezzaluna (San Mauro)
- linea 64 Direzione: Capolinea via Napoli (Grugliasco) - Capolinea Porta Nuova
- linea 67 Direzione: Capolinea piazza Arbarello (feriale), via Scialoja (festivo) - Capolinea piazza Marconi, via Negri (Martedì, giorno di mercato)
- linea 68 Direzione: Capolinea via Frejus - Capolinea corso Casale
- linea M1S (quando la metro non è gestita) Direzione: Fermi - Bengasi, Bengasi - Fermi

## Progetti
Porta Nuova fungerà da interscambio con la futura linea 2 della metropolitana.